# 诺福克岛立法议会
諾福克立法議會（英語：Norfolk Island Legislative Assembly）是1979年－2015年諾福克島的立法機關。诺福克岛是澳大利亚唯一一个拥有自治权的非大陆领土。澳洲國會于1979年通过的1979年诺福克岛自治法案确立该岛的自治地位，并且建立独立的议会系统。该议会于2015年被废除，议会系统并入新南威尔士州。澳大利亚政府通过现任行政长官埃里克·哈钦森直接統治该岛。诺福克立法议会由普选产生，任期不超过三年，尽管澳大利亚议会通过的立法可以随意将其法律扩展到该领土，包括推翻议会制定的任何法律的权力。